# Canon à neige

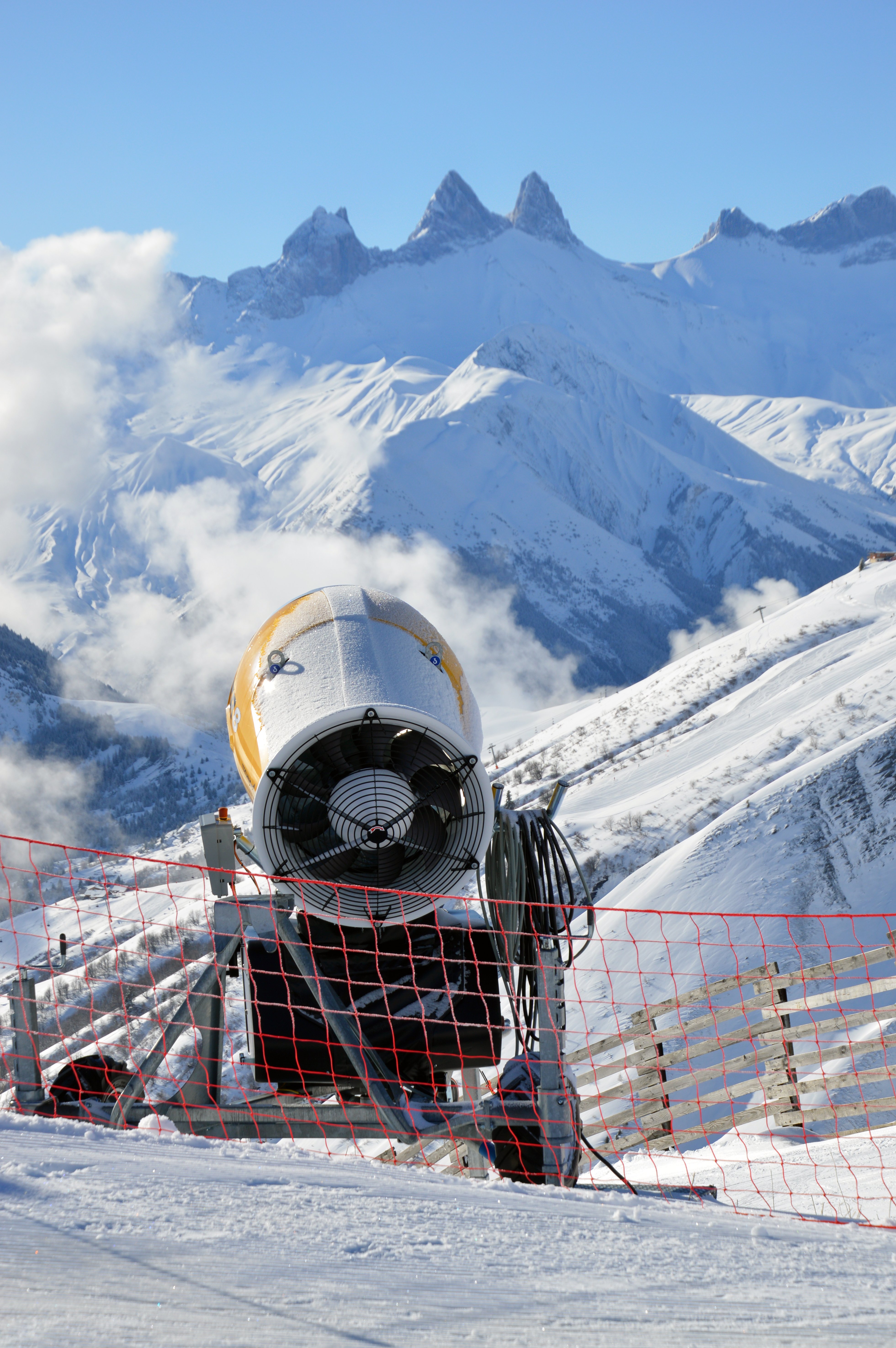
Un canon à neige aux Sybelles.

Un canon à neige ou enneigeur est un dispositif permettant de fabriquer de la neige mécaniquement à partir d'eau et d'air, le tout à basses températures (0 °C et moins). Le principe est de projeter un mélange d'air comprimé et d'eau par temps suffisamment froid.
Un nivoculteur ou snowmaker est un employé qui assure la conduite et la surveillance de ces systèmes.
La neige ainsi produite est appelée neige de culture ou neige artificielle, bien que cette dernière appellation puisse provoquer une confusion avec la fausse neige décorative.

## Histoire

### Premiers cristaux de neige artificielle au Japon
Le physicien japonais Ukichiro Nakaya (1900-1962) a créé les premiers flocons de neige artificiels. Il a débuté ses recherches sur les cristaux de neige dans les années 1930 à l'université de Hokkaidō, riche en neige naturelle en hiver. Après avoir pris plus de trois mille photos, il a classifié les cristaux de neige naturels et analysé leur lien avec les conditions météorologiques. En 1936, il a réussi à produire un flocon de neige artificiel en laboratoire. Il a décrit les flocons dans son livre sur les cristaux de neige Snow Crystals: Natural and Artificial

### Premiers canons à neige aux États-Unis
Vers 1940, en Californie, en utilisant des ventilateurs pour arroser les vergers afin de les protéger du gel, il est constaté fortuitement — c'est un cas de sérendipité — l'apparition de neige. Le canon à neige est inventé dans les années 1950 aux États-Unis dans la région des Laurentides. La première utilisation d'enneigement artificiel a lieu dans une station au nord de New York[source secondaire souhaitée].

### En Europe
En Europe, c'est la Suisse qui, en 1963, a acquis et mis en service les premiers canons à neige à Le Chalet-à-Gobet, sur les hauteurs de Lausanne. Plus tard dans la saison hivernale, la station de Château-d’Oex devient le deuxième endroit d’Europe équipé de canons à neige. Au milieu des années 1960, le CAF Autun (M. Jandreaux) importe les premiers canons à neige en France pour la station du Haut-Folin dans le massif du Morvan.
Le stade de neige du Champ-de-feu dans les Vosges a inauguré la première installation de ce type en France en 1963. Flaine a été la première grande station à s’équiper en 1973 pour enneiger 14 ha. En 1985, 35 stations françaises sont équipées et 150 ha sont ainsi enneigés. En 2010, les deux tiers des 293 stations françaises sont équipées, représentant 5 300 ha, soit environ 20 % de la surface des pistes (25 000 ha) à comparer aux autres pays alpins : les stations des Dolomites sont équipés à 80 % et certains domaines skiables italiens à 100 %, les États-Unis à plus de 85 %, l’Autriche à 60 % et la Suisse à 36 %.

## Usages

### Domaines skiables

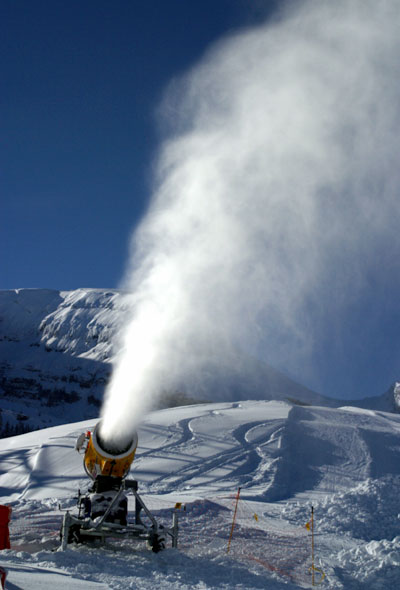
Canon à neige en activité.

Utilisé pour assurer un enneigement suffisant des pistes, ce procédé est actuellement en fort développement au début de la saison de ski, de manière à assurer la période de ski, et l'ouverture de la station à date fixe. Certains rares sites de ski d'été sur glacier en sont également équipés. De manière plus globale, ces systèmes d'enneigement sont positionnés sur les pistes principales et donc les axes principaux des domaines skiables.
En France en 2009, 20 % des pistes sont équipées de canons à neige, tandis qu'en Autriche ou en Italie 40 % des pistes en sont équipées. En 2015, dans les Alpes françaises, le taux d’équipement des pistes de ski en production de neige est estimé à 32 %.
Dans un contexte de réchauffement climatique global, l'enneigement artificiel permet d'augmenter le nombre de jours de pratique du ski et de permettre le retour vers les stations skis aux pieds quand la neige manque sur les pentes les plus basses ou sur les liaisons vers les zones plus longtemps enneigées du domaine.

### Jeux olympiques d'hiver
Le manque de neige est une menace qui pèse souvent sur les jeux olympiques d'hiver. Ainsi lors des Jeux olympiques d'hiver de 1932 de Lake Placid, d’importantes quantités de neige avait été transportées depuis le Canada. Lors des Jeux olympiques d'hiver de 1964, un temps chaud provoqué par le fœhn cause des dégâts sur les pistes de ski. L'armée autrichienne est alors mobilisée pour transporter vingt mille mètres cubes de neige vers les pistes de ski pour et permettre le déroulement des épreuves,.
C'est en 1980 que, pour la première fois, la neige de culture a été utilisée en appoint des Jeux olympiques d'hiver – en l'occurrence à Lake Placid, aux États-Unis. Depuis, toutes les villes hôtes y ont eu systématiquement recours. Ainsi lors des Jeux olympiques d'hiver de 1992 à Albertville, le directeur des sports du Comité d'organisation des Jeux olympiques indiquait que « même sans neige, les Jeux d'hiver doivent pouvoir avoir lieu ». Lors de ces Jeux en France, de la neige avait été produite puis acheminée par hélicoptère sur les pistes pour deux épreuves de super-G. Selon Bloomberg, 80 % de la neige utilisée à Sotchi, en Russie, en 2014, était artificielle, et 90 % quatre ans plus tard à Pyeongchang, en Corée du Sud. À l'occasion des Jeux olympiques d'hiver de 2022, disputés à Pékin en Chine, 100 % de la neige sera artificielle.

## Dimension économique

### Coûts d'investissement et de fonctionnement
Les coûts économiques associés à l’équipement en production de neige sont extrêmement variables en fonction des études et des pays. En Autriche, le coût dans un équipement en production de neige est estimé entre 25 000 et 100 000 € par hectare de piste équipé. En Suisse, il a été montré que l’investissement dans la production de neige n’a plus d’influence sur la profitabilité des exploitants à partir de 30 km de pistes équipées. En France, l'investissement dans la production de neige représente le second poste d'investissement des opérateurs de domaines skiables après l'investissement dans les nouvelles remontées mécaniques. L’investissement en production de neige permet d’augmenter le nombre de journées skieurs pour les domaines skiables situés à une altitude supérieure à 1 770 m. Cependant passé 6,5 millions d’euros d’investissement, le nombre de journées skieurs n’augmente pas davantage. On estime que le coût d'équipement est d'en moyenne 118 000 € par hectare de piste de ski. Les coûts de production varient fortement eux aussi en fonction de la topographie, de l’altitude de la station. On estime qu'en moyenne un mètre cube de neige a un coût de 2,5 € l'unité. Ce coût inclut l’amortissement des investissements et les charges personnel mais n’inclut pas les travaux de damage.
Dans une étude de 2024 sur la performance économique de 56 exploitants de remontées mécaniques des Alpes françaises sur une période de quinze ans (2004/2005 à 2018/2019), aucune preuve n’a été trouvée indiquant qu’un investissement accru dans la production de neige artificielle améliorait le chiffre d'affaires ou les bénéfices (EBE) des exploitants. Ces résultats sont valables y compris lors des saisons les plus défavorables en termes d’enneigement naturel. L'efficacité économique de l’augmentation des investissements dans la production de neige artificielle comme stratégie d’adaptation au changement climatique s'en trouve questionnée.

### Aides publiques pour la neige artificielle
Dans certaines régions françaises comme la région Provence-Alpes-Côte d'Azur ou Auvergne-Rhône-Alpes, des politiques publiques régionales soutiennent l'investissement dans la neige artificielle pour maintenir l'activité économique des stations de ski face au changement climatique.
La politique publique de soutien à la production de neige en région Auvergne-Rhône-Alpes a entraîné des investissements substantiels dans les équipements de production de neige,. Entre 2016 et 2019, la région a accordé des subventions totalisant près de 60 millions d'euros pour soutenir ces projets. Le taux de subventionnement moyen était de 30 %. Ce sont les grandes stations de ski qui ont largement bénéficié de ce dispositif, souvent en utilisant ces fonds pour accélérer des investissements déjà prévus. Cette politique soulève des controverses liées à l'impact environnemental de la neige artificielle et de la dépendance croissante de ces zones à une mono-industrie touristique. Les critiques dénoncent l'influence des lobbies du ski et la priorité donnée au tourisme au détriment des enjeux écologiques et des besoins des populations locales.

## Types d'enneigeurs

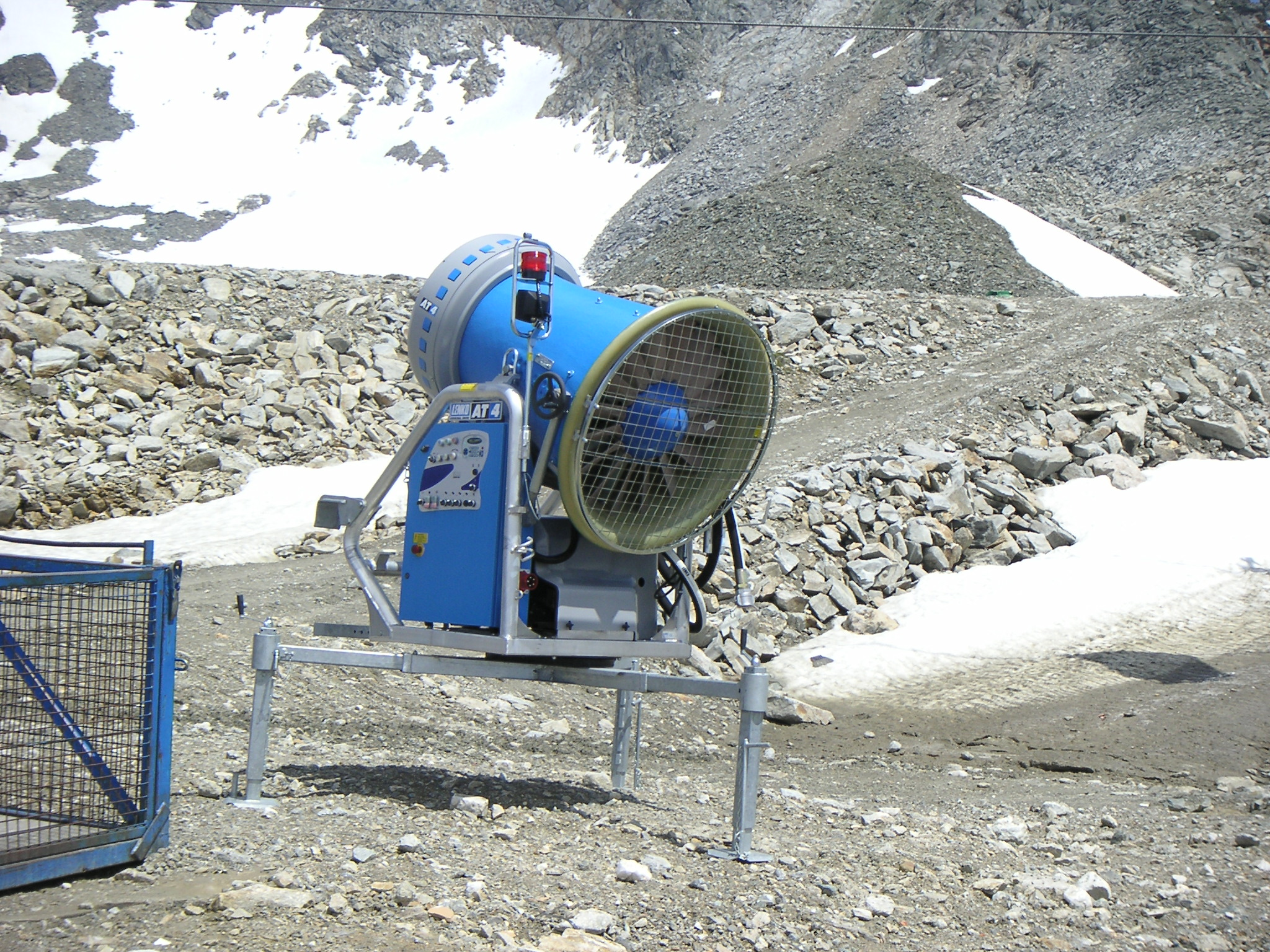
Canon à neige monofluide

Il existe principalement trois types de technique d'enneigement mécanique :
- les canons ventilateurs ou monofluides ;
- les canons perches air et eau ou bifluides ;
- les canons tous-temps, produisant de la neige à partir de particules de glace obtenues par congélation d'eau par n'importe quelle température externe avec l'aide de machines frigorifiques.

Les canons air et eau utilisent des compresseurs centralisés qui fournissent l'air comprimé nécessaire à la nucléation et/ou à l'atomisation de l'eau. Les canons ventilateur produisent eux-mêmes leur air comprimé grâce à un petit compresseur embarqué qui ne sert qu'à la nucléation. Dans les deux cas, un réseau d'eau sous pression est nécessaire, sa pression sera fonction du dénivelé de l'installation d'enneigement. Pour obtenir la cristallisation (ou nucléation), on mélange de l'eau avec de l'air comprimé, à l'intérieur de « canons » de petit gabarit.
La tête des enneigeurs air et eau est généralement placée en hauteur (de 2,5 à 10 m) afin d'assurer un temps de chute suffisant (balistique) pour permettre aux gouttelettes d'eau de changer d'état. Le canon ventilateur assure la balistique nécessaire à la génération de neige par le biais du flux d'air froid produit par son gros ventilateur.
L'ajout dans l'eau d'une bactérie, Pseudomonas syringae (souche 31 R), naturellement présente dans certaines eaux et sur certains végétaux, mais dont d'autres souches peuvent être très phytopathogènes, peut aider à la nucléation de la neige. Cette bactérie, commune, a la propriété de faire geler l'eau à plus de 0 °C, ce qui suppose-t-on lui permet d'agresser et pénétrer les végétaux qu'elle infecte.
En France, ce procédé n'est pas utilisé, à la suite de l'engagement pris par l'ensemble des domaines skiables de renoncer à tout type d'adjuvant dans la neige de culture.

## Paramètres de fonctionnement

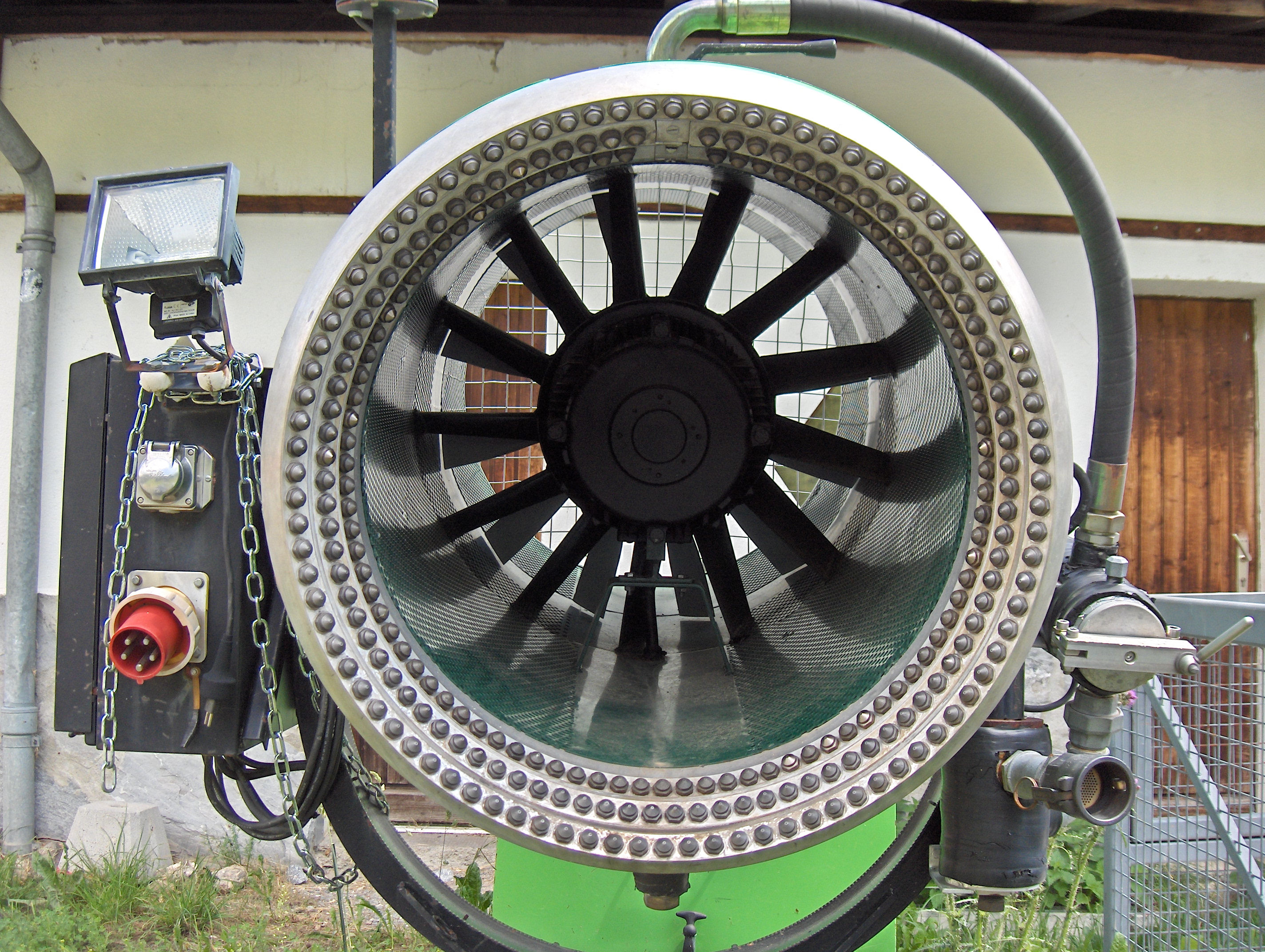
Vue sur l'intérieur du canon. Les trois rangées de buses qui distribuent l'eau se trouvent à la périphérie de l'ouverture du canon

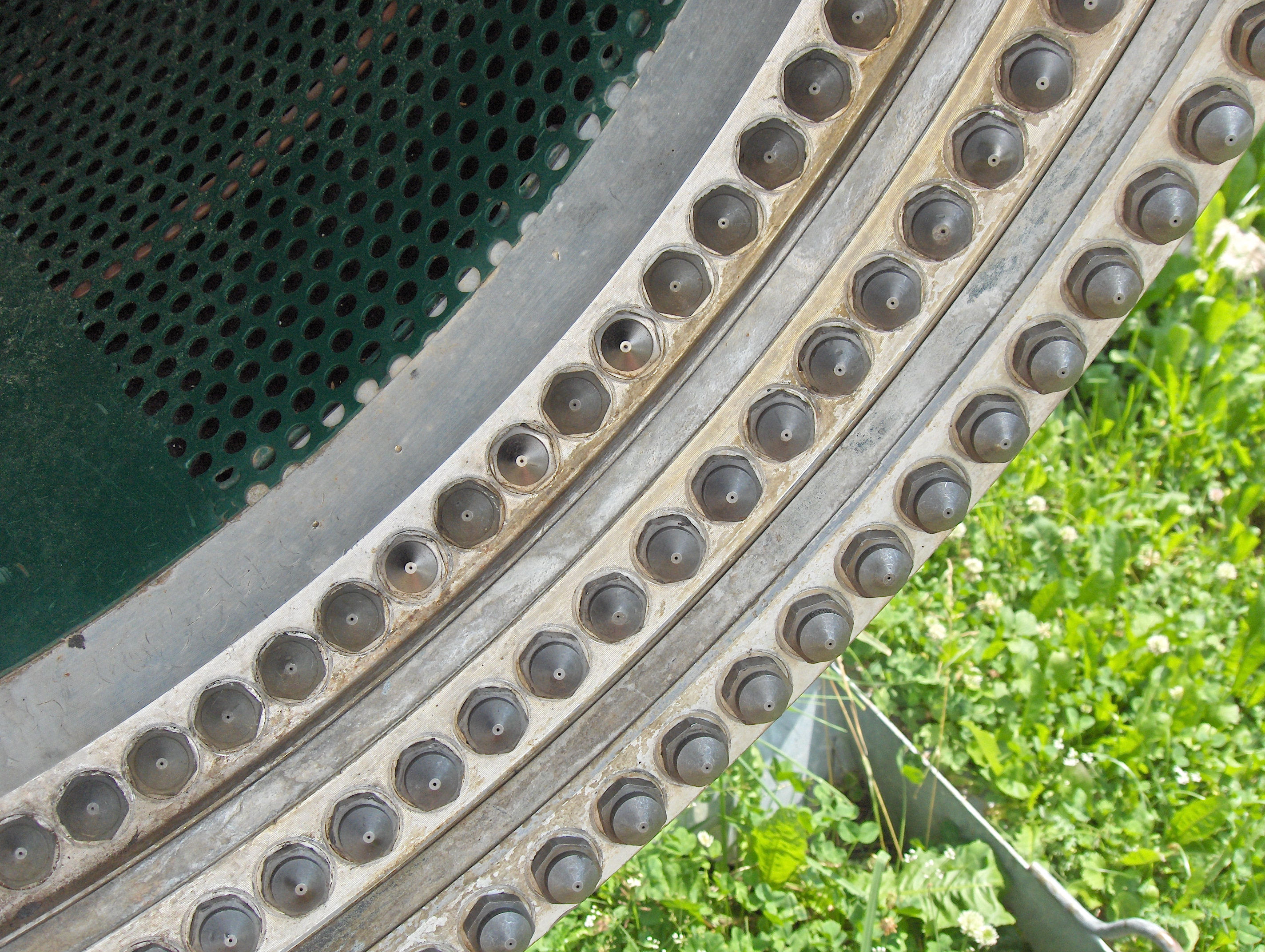
Plan rapproché des buses du canon qui pulvérisent l'eau

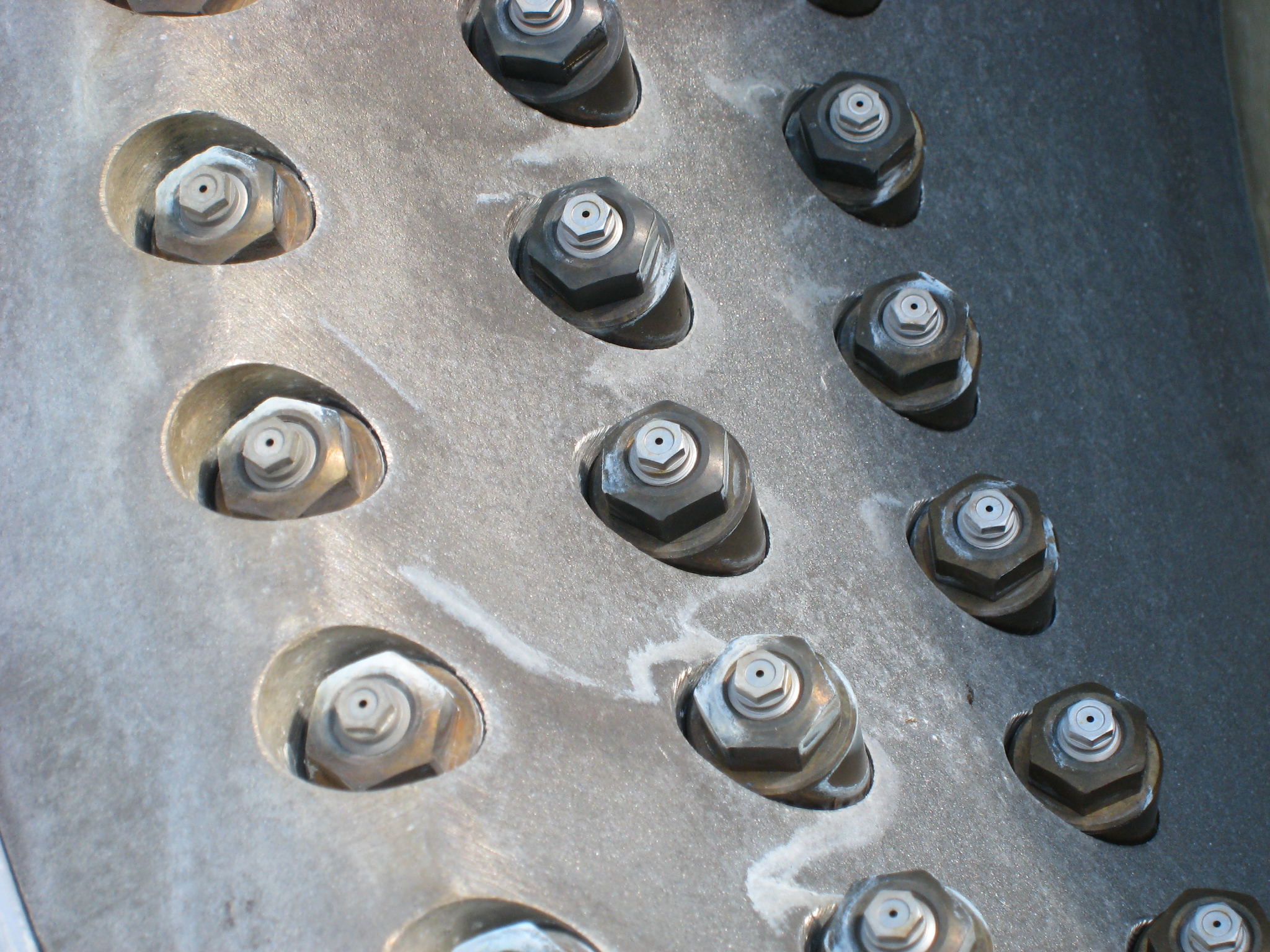
Autre modèle

Divers paramètres ont des influences sur la fabrication mécanique de neige :
- la température sèche (celle dont nous parlons usuellement) ;
- le taux d'hygrométrie ;
- la pression atmosphérique ;
- la température de l'eau
- l'éventuelle couverture nuageuse ;
- les conditions de vent

La corrélation entre température sèche et taux d'hygrométrie donne la température humide qui est celle qui importe quand on veut fabriquer de la neige (voir diagramme de l'air humide).
Il est encore possible de produire de la neige à partir de −2 °C humide (−2 °C sec et 100 % d'hygrométrie) avec les canons à neige les plus modernes, mais le rendement globale de l'installation reste, à ces valeurs extrêmes, a des valeurs très faibles. Les meilleurs résultats sont toujours obtenus avec une hygrométrie inférieure à 50 % et une température extérieure aux environs de moins dix degré. En effet, en cas de saturation hygrométrique les gouttelettes n'arrivent pas à se cristalliser complètement et tendent à geler en éclaboussant le sol. La production d'une neige mouillée forme de la glace. Au contraire, lorsque le taux d'hygrométrie est très bas (de l'ordre de 30 à 40 % par exemple), il est possible de fabriquer de la neige à plus de 0 °C (mais 1 à 2 °C au maximum). En effet, l'eau, en s'évaporant, se refroidit, selon les tables psychrométriques.
La température de l'eau est très importante: plus elle est froide, plus la cristallisation est rapide, et il est quasiment impossible de faire fonctionner un enneigeur de manière satisfaisante (c'est-à-dire avec un rendement acceptable) avec une eau de température supérieure à 4 °C. En effet, la variation des caractéristiques de la molécule d'eau n'est pas linéaire en fonction de la température, et nécessite une énergie trop grande au-delà de cette température[réf. nécessaire]. L'utilisation de coupe-pressions et le frottement de l'eau dans les conduites tend à réchauffer l'eau, ce qui rend sa cristallisation plus difficile et donc la neige ainsi produite plus humide. La pression tend à augmenter le débit en neige des enneigeurs.
Un ciel couvert peut empêcher la neige de se former, car l'air va en être légèrement réchauffé, car il n'y a plus de refroidissement de l'air.
Si le vent est orienté vers la sortie de l'enneigeur, il va se déposer de la neige qui va geler sur la bouche de l'enneigeur, ce qui va finir par le boucher et l'abîmer.
Un mètre cube d'eau permet de produire entre 2 et 2,2 m3 de neige de qualité moyenne, soit, en masse, un usage de 1 000 kg d'eau pour produire environ 220 à 250 kg de neige, les trois-quarts de l'eau étant perdus par évaporation.

## Problèmes écologiques
Outre le bruit pour les riverains et la faune, l'enneigement artificiel par les canons à neige est source de nuisances pour l'environnement.
De plus, le prélèvement d'eau en période hivernale, lors de l'étiage des cours d'eau de montagne, alors que les précipitations se font sous forme de neige, doit être évité. Il faut donc soit acheminer l'eau, soit l'avoir préalablement stockée sur place (bassins artificiels, aujourd'hui à l'origine de 60 % des prélèvements de neige de culture). Les aménagements de stockage nécessaires transforment le paysage et l'écosystème : création de retenues, de petits barrages, etc. et l'acheminement peut être coûteux en énergie.
À ce coût énergétique s'ajoute celui de la production de la neige elle-même, environ 4 kWh en moyenne par mètre cube de neige, soit par exemple un coût énergétique total de 2 GWh chaque année en Suède.
En revanche, il n'y a pas de pollution dès lors qu'on n'utilise aucun adjuvant. En France, depuis plusieurs années, l'ensemble des stations ont renoncé à employer des adjuvants. Néanmoins, la neige fabriquée par les canons à neige, 50 fois plus dure et 4 fois plus dense que la neige naturelle, a tendance à imperméabiliser les sols qu'elle recouvre et facilite le ravinement et l'érosion. Plus lente à disparaître, elle diffère aussi la saisonnalité de la fonte, qui survient désormais plus tard pour les pistes de ski qui en sont équipées.
En France, selon l'organisation Mountain Wilderness, dix millions de mètres cubes d'eau ont été utilisés lors de la saison 1999/2000 pour fabriquer de la neige artificielle, douze millions lors de la saison 2003/2004 et treize millions pour la saison 2004/2005. Cette eau a été fournie à 55 % par les réserves collinaires, à 30 % par les cours d'eau et à 15 % par le réseau d'eau potable.

## Législation

### Convention alpine
Le protocole « Tourisme » de la Convention alpine, ratifié par sept États alpins, dont la France, dispose que « les législations nationales peuvent autoriser la fabrication de neige pendant les périodes de froid propres à chaque site, notamment pour sécuriser des zones exposées, si les conditions hydrologiques, climatiques et écologiques propres au site concerné le permettent ». Cet article ne contient pas d'obligation ferme pour les États, mais fixe une ligne de conduite pour l'avenir.

### Législation française
En France, les compresseurs d'air utilisés pour la fabrication de neige de culture relèvent de la législation sur les installations classées dès que leur puissance dépasse 50 kW. Concernant tout projet d’installation de canon à neige dont la puissance est comprise entre 50 et 500 kW, il suffit de faire une simple déclaration auprès de la Préfecture. Au-delà de cette puissance, il faut suivre une procédure d’autorisation, qui comporte, en plus des documents habituels à fournir par l’exploitant, une enquête publique permettant la participation de la population et une consultation des conseils municipaux et services de l'État concernés. L’autorisation est rendue par arrêté préfectoral. Lorsque plusieurs installations se trouvent sur le même site, une demande commune doit être présentée.
Quand le compresseur d’air est « embarqué », c’est-à-dire qu’il se trouve directement sur l'enneigeur, sa puissance est plutôt faible, généralement inférieure à 50 kW. Néanmoins, en cas d’installations centralisées (« usine à neige »), le seuil des 500 kW est très souvent atteint.

## Quelques fabricants de canons à neige
Les principaux fabricants de canons à neige sont :
- DEMACLENKO Srl / Vipiteno Italie ;
- MND Snow / France ;
- TechnoAlpin SpA Bolzano / Italie ;